# Římskokatolická farnost Libořice
Římskokatolická farnost Libořice (latinsky Liboricium) je církevní správní jednotka sdružující římské katolíky na území obce Libořice a v jejím okolí. Organizačně spadá do lounského vikariátu, který je jedním z 10 vikariátů litoměřické diecéze. Centrem farnosti je kostel Nanebevzetí Panny Marie v Libořicích.

## Historie farnosti
Datum založení tzv. staré farnosti není známo. Matriky jsou v místě vedeny od roku 1673.

### Duchovní správcové vedoucí farnost
Začátek působnosti jmenovaného v duchovní správě farnosti od:
- 1651 Martinus Neßer O.S.B.
  - 1655–1684 byl farní kostel a siřemský filiální kostel pod správou kněží-křížových rytířů ze Pšova a od 1684 byl v libořické farnosti opět vlastní farář
- 1684   Georg Hermann O.E.S.A.
- 1687   Alexander  Ulrich O.E.S.A., admin.
- 1692   Matheus Dockler
- 1695   Franz Frischmann
- 1699   Josef Dittrich
- 1708   Daniel Wohner (tento spadl z lešení, zlomil nohu a zemřel 9. listopadu 1716)
- 1716   Martin Deminger
- 1734   David Becher[4] (Pecher)[5]
- 1736   Johann Clave
- 1744   Franz Hoser, † 1744
- 1744   Franz Krusche
- 1782   Josef Kirchner
- 1803   Josef Beitl, † 7. 7. 1816
- 1816   Hieronimus Payer, n. 7. 3. 1788 Kriegern, o. 11. 8. 1811, † 26. 11. 1847
- 1842   Josef Langer, n. 13. 2. 1800 Placens., o. 27. 8. 1825, † 30. 7. 1861
- 1861   par. vacat, admin. int. Ferdinand Scheithauer
- 1861   Ferdinand Scheithauer, n. 21. 11. 1821 Obernic., o. 26. 7. 1847, † 11. 10. 1899[4]
- 1897   ThDr. Heinrich Hilscher,[5] n. 9. 5. 1860 Mor. Jeseník, o. 11. 3. 1888
- 1907 Rud. Klausnitzer, n. 10. 3. 1859 Oberleutensdorf, o. 1. 11. 1884, † 14. 3. 1944
- 1935 par. vacat, admin. exc. Franc. Albrecht
- 1936   Thomas Tanzer, n. 29. 12. 1878 Prachatitz, o. 20. 7. 1902, † 27. 12. 1941
- 1. 7. 1942  Franc. Jülka, n. 19. 9. 1885 Lobeditz, o. 17. 7. 1910, † 30. 3. 1953
- 13. 7. 1945 par. vacat, admin. Franc. Kastl
- 18. 10. 1946 Alois Peterka O.Praem.
- 1. 11. 1990  Jaroslav Saller CSsR
- 24. 10. 1996 Libor Švorčík
- 1. 8. 1998 Augustin Josef Špaček O.Praem.
- 1. 3. 2000 Ivan Marek Zálehla O.Praem.
- 1. 9. 2001 Vilém Marek Štěpán O.Praem., admin. exc.[4]

Kromě kněží stojících v čele farnosti, působili ve farnosti v průběhu její historie i jiní kněží. Většinou pracovali jako farní vikáři, kaplani, katecheté, výpomocní duchovní aj.

## Území farnosti
Do farnosti náleží území obce:
- Čárka (Zarch,[3][6] Sárka, Cárka, Zarg[1])[p 2]
- Liběšovice (Lischwitz)[p 2]
- Libořice (Liboritz, Lieboritz)[p 2]
- Siřem (Zurau,[3] Zührau[6])[p 2]
- Železná (Schellesen,[3] Schelesen[6])[p 2]

## Římskokatolické sakrální stavby na území farnosti
| | Fotografie | Stavba                                   | Místo          | Bohoslužby                      | Zeměpisné souřadnice             | Status                | Číslo kulturní památky           |
| Kostely | Kostely    | Kostely                                  | Kostely        | Kostely                         | Kostely                          | Kostely               | Kostely                          |
| --- | ---------- | ---------------------------------------- | -------------- | ------------------------------- | -------------------------------- | --------------------- | -------------------------------- |
| 1. |            | Kostel Nanebevzetí Panny Marie           | Libořice       | bližší informace o bohoslužbách | 50°15′19″ s. š., 13°30′53″ v. d. | farní kostel          | 42967/5-1242 (Pk•MIS•Sez•Obr•WD) |
| 2. |            | Kostel Neposkvrněného Početí Panny Marie | Siřem          | bližší informace o bohoslužbách | 50°14′3″ s. š., 13°30′17″ v. d.  | filiální kostel       | 43009/5-1235 (Pk•MIS•Sez•Obr•WD) |
| Kaple |            |                                          |                |                                 |                                  |                       |                                  |
| 3. |            | Kaple Nejsvětější Trojice                | Liběšovice     | bližší informace o bohoslužbách | 50°14′44″ s. š., 13°30′2″ v. d.  | kaple                 | 42603/5-1231 (Pk•MIS•Sez•Obr•WD) |
| 4. |            | Kaple                                    | Železná        | bohoslužby příležitostně        | 50°15′34″ s. š., 13°31′21″ v. d. | obecní kaple          | —                                |
| 5. |            | Kaple                                    | Čárka          | bohoslužby příležitostně        | 50°14′20″ s. š., 13°29′39″ v. d. | kaple                 | —                                |
| Zaniklé objekty |            |                                          |                |                                 |                                  |                       |                                  |
| 6. |            | Kaple Stětí svatého Jana Křtitele        | Zámek Libořice | nelze sloužit                   | 50°15′14″ s. š., 13°30′49″ v. d. | zrušená zámecká kaple | 43653/5-1243 (Pk•MIS•Sez•Obr•WD) |
| Některé drobné sakrální stavby a pamětihodnosti lze dohledat zde v databázi Drobné sakrální památky Zaniklé sakrální stavby lze dohledat zde v databázi Poškozené a zničené kostely, kaple a synagogy v České republice |            |                                          |                |                                 |                                  |                       |                                  |

Ve farnosti se mohou nacházet i další drobné sakrální stavby, místa římskokatolického kultu a pamětihodnosti, které neobsahuje tato tabulka.

## Příslušnost k farnímu obvodu
Z důvodu efektivity duchovní správy byl vytvořen farní obvod (kolatura) farnosti Liběšice u Žatce, jehož součástí je i farnost Libořice, která je tak spravována excurrendo.